# Ботай
Бота́й (каз. Ботай) — село в Айыртауском районе Северо-Казахстанской области Казахстана. Входит в состав Каратальского сельского округа. Код КАТО — 593246200.

## Население
В 1999 году население села составляло 151 человек (74 мужчины и 77 женщин). По данным переписи 2009 года в селе проживало 84 человека (45 мужчин и 39 женщин).

## Археология
По селу получила название ботайская культура. Поселение Ботай находится недалеко от села Саумалколь и было открыто в 1980 году. Здесь в центральной части степи, в районе так называемого «трёхречья», где максимально приближены друг к другу три реки Тобол, Ишим и Иртыш, происходил свой процесс развития скотоводства, связанный больше всего с лошадьми. Первый самый древний памятник лошади также был обнаружен в этом районе у села Ботай. Уже за 3,5 тыс. лет до нашей эры (около 5,5 тыс. лет назад) люди в этом районе употребляли в пищу кобылье молоко, которое невозможно добыть у дикого животного. Останков каких-либо других животных здесь обнаружено не было. По данным палеогенетиков, лошади, найденные в Ботае и Борли-4, являются предками лошади Пржевальского. Факт одомашнивания лошади жителями Ботая является дискуссионным, ряд научных работ указывает на отсутствие однозначных доказательств именно приручения лошади, а имеющиеся находки вполне объясняются охотой на диких лошадей и содержанием пойманных животных в загонах.